# بانک هلنیک
بانک هلنیک (یونانی: Ελληνική Τράπεζα Δημόσια Εταιρία Λτδ) شرکت خدمات مالی و بانکداری قبرسی است، که در سال ۱۹۷۶ تأسیس شد.
در ژانویه 2011، هلنیک بانک شروع به فعالیت در روسیه کرد، اما بعدا، در سال 2014، عملیات روسیه را فروخت این بانک همچنین دارای دفاتر نمایندگی در کیف (اوکراین)، سنت پترزبورگ و مسکو (روسیه) است. همچنین در سال 2017 یک دفتر نمایندگی در آتن، یونان افتتاح کرد